# Neoempheria jeanneli
Neoempheria jeanneli är en tvåvingeart som beskrevs av Edwards 1914. Neoempheria jeanneli ingår i släktet Neoempheria och familjen svampmyggor.
Artens utbredningsområde är Kenya. Inga underarter finns listade i Catalogue of Life.